# Étangs de Corot

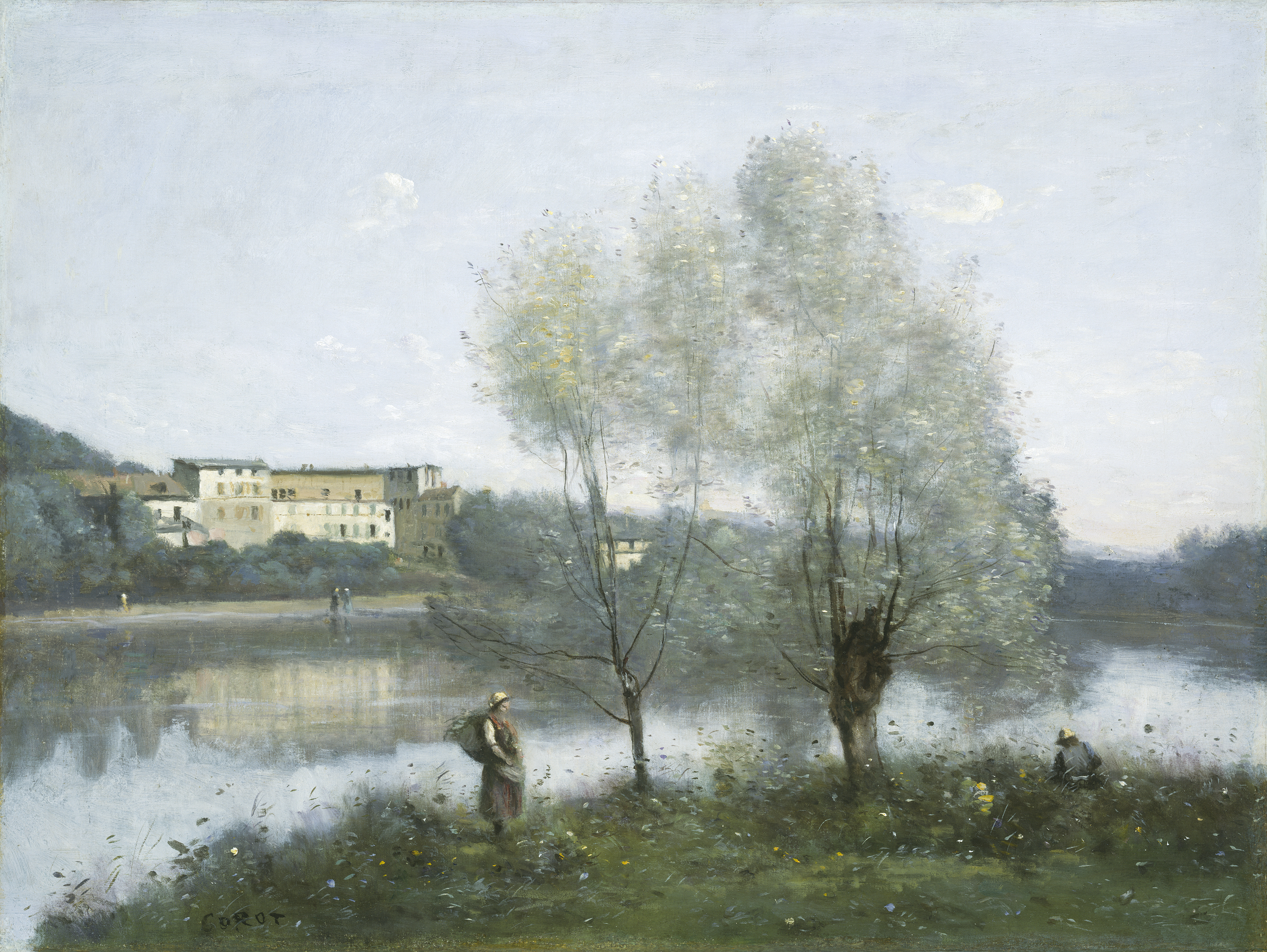
Les étangs de Corot peint par Jean-Baptiste-Camille Corot, 1865.

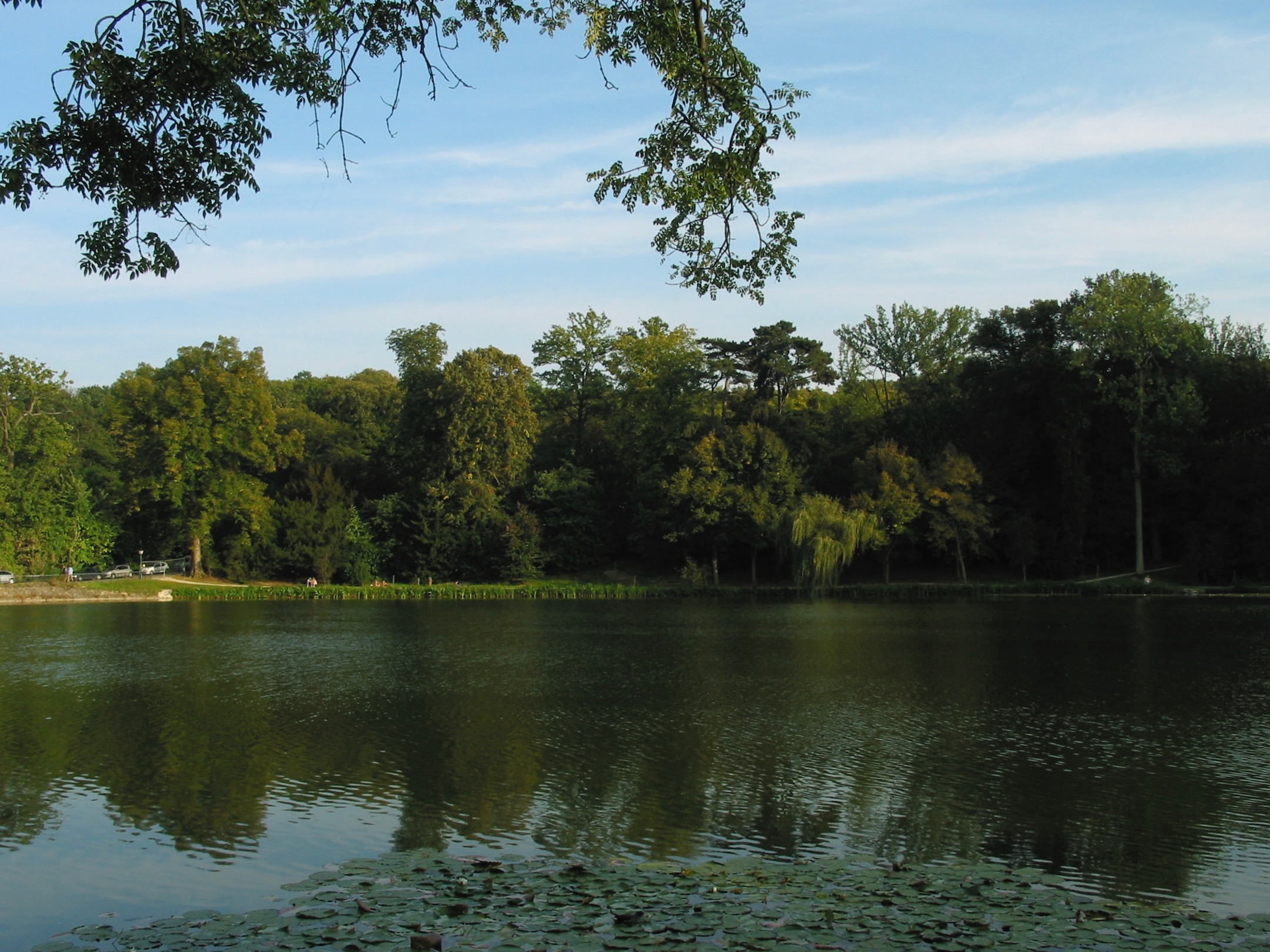
Vue des étangs de Corot.

Les étangs de Corot se situent à Ville-d'Avray, dans les Hauts-de-Seine (France).
Ils comportent deux étangs. 

## Historique
Le Vieil Étang, en amont, couvre plus d’un hectare. Il était exploité par les Célestins pour la pêche, avant d’être acheté par le duc d’Orléans en 1739. L’Étang Neuf, qui couvre environ trois hectares, fut aménagé en 1690 par dit Monsieur (Philippe d'Orléans), frère de Louis XIV, pour servir de réservoir aux jeux d’eau de son parc à Saint-Cloud. Un aqueduc souterrain relie toujours l’étang au Grand Réservoir du parc et alimente en eau les bassins et les cascades.
Le peintre Jean-Baptiste Camille Corot qui aimait fréquenter ces étangs leur laissa son nom.
Le site est classé depuis le 21 septembre 1936.

## Travaux desannées 2020
Le Centre des monuments nationaux chargé de la gestion du site depuis 2015, a réalisé un diagnostic complet de l'état des digues. Face à un risque majeur de rupture, l’étude a conclu à la nécessité de procéder à des travaux de consolidation d’urgence. Face à l’enjeu de sécurité public et à l’urgence de la situation, la préfecture des Hauts de Seine a demandé au CMN de réaliser des travaux de consolidation pérennes. Validés par la commission des sites et par les services de l’État chargés de la protection de l’environnement, les travaux ont débuté à l’automne 2019. En sécurisant le système hydraulique des Etangs de Ville-d’Avray et réalisés selon une règlementation précise liée à la conservation patrimoniale du site, les travaux permettent de protéger les riverains contre le risque de rupture des barrages et plus largement de conserver ce site havre de paix et de verdure en plein cœur de l’Ile-de-France.
Ces travaux entraînent toutefois des dégradations du site, notamment l'abattage de quatorze arbres, dont sept centenaires.
De plus, un tiers du déversoir se trouve sur le terrain de la société immobilière Gecina, propriétaire du Domaine de la Ronce.
Les travaux sont donc arrêtés en 2021.
En 2022, il est envisagé l'expropriation de la société foncière Gecina, propriétaire d'une parcelle, afin de permettre la relance de ces travaux,.

## Les tableaux de Corot
| Tableau | Titre                                                                | Date          | Dimensions                     | Lieu d'exposition                                       | Référence            |
| ------- | -------------------------------------------------------------------- | ------------- | ------------------------------ | ------------------------------------------------------- | -------------------- |
|         | L'Étang de Ville-d'Avray                                             | 1855, vers    | 42 × 75 cm                     | Musée de Tessé, Le Mans                                 | Base Joconde         |
|         | L'Étang de Ville-d'Avray                                             | 1860-1863     | 47 × 68 cm huile sur toile     | Musée des beaux-arts de Strasbourg                      | Musée                |
|         | Ville-d’Avray                                                        | 1865          | 49,3 × 65,5 cm huile sur toile | National Gallery of Art, Washington                     | Musée                |
|         | Étang à Ville-d'Avray                                                | 1865-1870     | 87 × 127 cm huile sur tissu    | Cleveland Museum of Art                                 | Musée                |
|         | Un endroit idyllique à Ville-d'Avray - Un pêcheur au bord de l'étang | 1865-1870     | 56 × 72 cm huile sur toile     | Worcester Art Museum                                    | Musée                |
|         | L'Étang de Ville-d'Avray                                             | 1865-1870     | 40 × 61,5 cm                   | Musée national des beaux-arts d'Argentine, Buenos Aires | Musée                |
|         | Ville-d'Avray                                                        | 1870          | 54,9 × 80 cm huile sur toile   | Metropolitan Museum of Art, New York                    | Musée                |
|         | L'Étang de Ville-d'Avray vu à travers les feuillages                 | 1871          | 43 × 55 cm huile sur toile     | Musée Marmottan Monet, Paris                            | Beaux-Arts Marmottan |
|         | Ville-d'Avray, l'étang au bouleau devant les villas                  | 1872-1873     | 43 × 80 cm                     | Musée des beaux-arts de Rouen                           | Base Joconde         |
|         | Paysage près de Ville-d’Avray                                        | 1873          | 24 × 33 cm huile sur toile     | Musée Boijmans Van Beuningen, Rotterdam                 | Musée                |
|         | Ville-d'Avray (Paysage et figures)                                   | date inconnue | 38 × 46 cm huile sur toile     | Musée national des beaux-arts d'Argentine, Buenos Aires | Musée                |